# Bénesse-Maremne
Bénesse-Maremne (gaskonsko Benessa de Maremne) je naselje in občina v francoskem departmaju Landes regije Nove Akvitanije. Naselje je leta 2009 imelo 2254 prebivalcev.

## Geografija
Kraj leži v pokrajini Gaskonji 28 km jugozahodno od Daxa.

## Uprava
Občina Bénesse-Maremne skupaj s sosednjimi občinami Capbreton, Josse, Labenne, Orx, Saint-Jean-de-Marsacq, Sainte-Marie-de-Gosse, Saint-Martin-de-Hinx, Saint-Vincent-de-Tyrosse, Saubion in Saubrigues sestavlja kanton Saint-Vincent-de-Tyrosse s sedežem v Saint-Vincentu. Kanton je sestavni del okrožja Dax.

## Promet
- železniška postaja Bénesse-Maremne ob progi Bordeaux - Irun (Španija);

Na ozemlju občine se nahaja priključek na državno avtocesto A63, ki povezuje Bordeaux in Hendaye na francosko španski meji.